# Grammy Award for Best Classical Compendium
Der Grammy Award for Best Classical Compendium (auf Deutsch etwa „Grammy-Auszeichnung für das beste klassische Sammelprogramm“) ist ein Musikpreis, der seit 2013 bei den jährlich stattfindenden Grammy Awards verliehen wird. Ausgezeichnet werden Darbietungen aus dem Bereich der Klassischen Musik.

## Hintergrund und Geschichte
Die seit 1958 verliehenen Grammy Awards (eigentlich Grammophone Awards) werden jährlich in zahlreichen Kategorien von der National Academy of Recording Arts and Sciences (NARAS) in den Vereinigten Staaten von Amerika vergeben, um künstlerische Leistung, technische Kompetenz und hervorragende Gesamtleistung ohne Rücksicht auf die Album-Verkäufe oder Chart-Position zu ehren.
Der Grammy Award for Best Classical Compendium gehört zu den drei Grammys, die 2013 erstmals vergeben wurden. Der Preis wird vergeben an Sammelwerke klassischer Musik, die ein Minimum von 51 % neu aufgenommenes Gesangs- und Instrumentalmaterial verschiedener Solisten und/oder Ensembles, die eine Mischung klassischer Subgenre vertreten. Dabei sollten diese Werke nicht in andere Preiskategorien klassischer Musik fallen.
Der Preis wird an die Interpreten, Produzenten und Techniker vergeben, die für mehr als 51 % des Materials vergeben.

## Gewinner und nominierte Künstler
| Jahr                  | Gewinner | Werk                                                                  | Weitere nominierte Künstler | Bilder der Künstler  |
| --------------------- | --- | --------------------------------------------------------------------- | --- | -------------------- |
| 2013                  | Antoni Wit (Dirigent), Aleksandra Nagórko & Andrzej Sasin (Produzenten)                                                             | Fonogrammi; Horn Concerto; The Awakening of Jacob; Anaklasis          | - Partch (Ensemble), John Schneider (Produzent) – Bitter Music - Emmanuelle Haïm (Dirigent), Daniel Zalay (Produzent) – Une Fête Baroque |                      |
| 2014                  | Christoph Eschenbach (Dirigent) | Hindemith: Violinkonzert; Symphonic Metamorphosis; Konzertmusik       | - Dima Slobodeniouk (Dirigent), Preben Iwan (Produzent) – Holmboe: Concerto - Maxim Rysanov (Dirigent), Manfred Eicher (Produzent) – Tabakova: String Paths | Christoph Eschenbach |
| 2015 8. Februar 2015  | John Schneider (Produzent) | Partch: Plectra & Percussion Dances                                   | - Jeffrey Skidmore (Dirigent), Colin Matthews (Produzent) – Britten to America - Giedrė Dirvanauskaitė, Daniil Grishin, Gidon Kremer & Daniil Trifonow; Manfred Eicher (Produzent) – Mieczysław Weinberg (Orchestral & Chamber Works) - Mike Marshall & the Turtle Island Quartet, Mike Marshall (Produzent) – Mike Marshall & the Turtle Island Quartet - Paul Daniel (Dirigent), Andrew Walton (Produzent) – The Solent – Fifty Years of Music by Ralph Vaughan Williams |                      |
| 2016 15. Februar 2016 | Giancarlo Guerrero (Dirigent) Tim Handley (Produzent) Gary Call (Toningenieur)                                                      | Paulus: Three Places Of Enlightenment; Veil Of Tears & Grand Concerto | - New Budapest Orpheum Society (Künstler), Jim Ginsburg (Produzent) – As Dreams Fall Apart – The Golden Age of Jewish Stage and Film Music (1925–1955) - George Manahan (Dirigent), Judith Sherman (Produzent) – Ask Your Mama - Paul McCreesh (Dirigent), Nicholas Parker (Produzent) – Händel: l'Allegro, Il Penseroso Ed Il Moderato, 1740 - Nadia Shpachenko (Künstler), Marina A. Ledin und Victor Ledin (Produzenten) – Woman at the New Piano |                      |
| 2017 12. Februar 2017 | Giancarlo Guerrero (Dirigent) Tim Handley (Produzent) Gary Call (Toningenieur)                                                      | Daugherty: Tales of Hemingway; American Gothic; Once Upon a Castle    | - Tõnu Kaljuste (Dirigent), Manfred Eicher (Produzent) – Gesualdo - Martyn Brabbins (Dirigent), Andrew Walton (Produzent) – Vaughan Williams: Discoveries - Judith Farmer und Gernot Wolfgang (Produzenten), verschiedene Künstler – Wolfgang: Passing Through - Esa-Pekka Salonen (Dirigent), Frank Filipetti und Gail Zappa (Produzenten) – Zappa: 200 Motels – The Suites |                      |
| 2018 28. Januar 2018  | Giancarlo Guerrero (Dirigent)Tim Handley (Produzent) Gary Call (Toningenieur)                                                       | Higdon: All Things Majestic, Viola Concerto & Oboe Concerto           | - Alexandre Tharaud (Dirigent); Cécile Lenoir (Produzent) – Barbara - Reinbert de Leeuw (Dirigent); Guido Tichelman (Produzent) – Kurtág: Complete Works for Ensemble & Choir - Jordi Savall (Dirigent); Benjamin Bletton (Produzent) – Les Routes de l’Esclavage - Lucy Mauro (Pianist und Produzent) – Mademoiselle: Première Audience – Unknown Music of Nadia Boulanger |                      |
| 2019 10. Februar 2019 | JoAnn Falletta (Dirigent) Tim Handley (Produzent)                                                                                   | Fuchs: Piano Concerto 'Spiritualist'; Poems of Life; Glacier; Rush    | - The King’s Singers (Interpreten); Nigel Short (Produzent) – Gold - Simon Rattle (Dirigent); Christoph Franke (Produzent) – The John Adams Edition - Jerry Junkin (Dirigent); Donald J. McKinney (Produzent) – John Williams At The Movies - Peter Oundjian (Dirigent); Blanton Alspaugh (Produzent) – Vaughan Williams: Piano Concerto; Oboe Concerto; Serenade to Music; Flos Campi |                      |
| 2020 26. Januar 2020  | Nadia Shpachenko (Solist) Marina A. Ledin und Victor Ledin (Produzenten)                                                            | The Poetry of Places                                                  | - American Originals 1918 von John Morris Russell (Dirigent); Elaine Martone (Produzent) - Leshnoff: Symphony No. 4 "Heichalos"; Guitar Concerto; Starburst von Giancarlo Guerrero (Dirigent); Tim Handley (Produzent) - Meltzer: Songs and Structures von Paul Appleby und Natalia Katyukova; Silas Brown und Harold Meltzer (Produzenten) - Saariaho: True Fire; Trans; Ciel d'hiver von Hannu Lintu (Dirigent); Laura Heikinheimo (Produzent) |                      |
| 2021 14. März 2021    | San Francisco Symphony unter Leitung von Michael Tilson Thomas Jack Vad (Produzent)                                                 | From the Diary of Anne Frank & Meditations on Rilke                   | - Adès Conducts Adès von Mark Stone und Christianne Stotijn mit dem Boston Symphony Orchestra unter Leitung von Thomas Adès (Produzent: Nick Squire) - Saariaho: Graal théâtre; Circle Map; Neiges; Vers toi qui es si loin vom Philharmonischen Orchester Oslo unter Leitung von Clément Mao-Takacs (Produzent: Hans Kipfer) - Symphonic Bach Variations; Laments and Hallelujahs; Flute Concerto with Tango von verschiedenen Orchestern unter Leitung von José Serebrier (Produzent: Jens Braun) - Woolf: Fire and Flood von Matt Haimovitz und Anderen unter Leitung von Julian Wachner (Produzent: Blanton Alspaugh) |                      |
| 2022 3. April 2022    | Amy Andersson (Dirigent) Amy Andersson, Mark Mattson, Lolita Ritmanis (Produzenten) Orchestra Moderne NYC                           | Women Warriors – The Voices of Change                                 | - American Originals – A New World, a New Canon von Agave & Reginald L. Mobley (Produzent: Geoffrey Silver) - Berg: Violin Concerto, Seven Early Songs & Three Pieces for Orchestra von der San Francisco Symphony unter Leitung von Michael Tilson Thomas (Produzent: Jack Vad) - Cerrone: The Arching Path von Timo Andres und Ian Rosenbaum (Produzent: Mike Tierney) - Plays von Chick Corea (Produzenten: Chick Corea, Birnie Kirsh) |                      |
| 2023 5. Februar 2023  | Starr Parodi und Kitt Wakeley (Produzenten: Jeff Fair, Starr Parodi, Kitt Wakeley)                                                  | An Adoption Story                                                     | - Aspire von JP Jofre und Seunghee Lee unter Leitung von Enrico Fagone (Produzent: Jonathan Allen) - A Concert for Ukraine unter Leitung von Yannick Nézet-Séguin (Produzent: David Frost) - The Lost Birds von Voces8 unter Leitung von Barnaby Smith und Christopher Tin (Produzenten: Sean Patrick Flahaven, Christopher Tin) |                      |
| 2024 4. Februar 2024  | Alex Brown, das Harlem Quartet, die Imani Winds, Edward Perez, Neal Smith und A. B. Spellman (Produzenten: Silas Brown, Mark Dover) | Passion for Bach and Coltrane                                         | - Fandango von Anne Akiko Meyers unter Leitung von Gustavo Dudamel (Produzent: Dmitriy Lipay) - Julius Eastman, Vol. 3: If You’re so Smart, Why Aren’t You Rich? unter Leitung von Christopher Rountree (Produzent: Lewis Pesacov) - Mazzoli: Dark with Excessive Bright von Peter Herresthal unter Leitung von Tim Weiss (Produzent: Hans Kipfer) - Sardinia von Chick Corea (Produzenten: Chick Corea, Bernie Kirsh) - Sculptures von Andy Akiho (Produzenten: Andy Akiho, Sean Dixon) - Zodiac Suite vom Aaron Diehl Trio und den Knights unter Leitung von Eric Jacobsen (Produzenten: Aaron Diehl, Eric Jacobsen)    |                      |
| 2025 2. Februar 2025  | Los Angeles Philharmonic & Los Angeles Master Chorale unter Leitung von Gustavo Dudamel (Produzent: Dmitriy Lipay)                  | Revolución diamantina                                                 | - Akiho: BeLonging von Andy Akiho & Imani Winds (Produzenten: Andy Akiho, Sean Dixon, Mark Dover) - American Counterpoints von Curtis Stewart unter Leitung von James Blachly (Produzent: Blanton Alspaugh) - Foss: Symphony No. 1; Renaissance Concerto; Three American Pieces; Ode unter Leitung von JoAnn Falletta (Produzent: Bernd Gottinger) - Mythologies II von Sangeeta Kaur, Omar Najmi, Hilá Plitmann, Robert Thies & Danaë Xanthe Vlasse unter Leitung von Michael Shapiro (Produzenten: Jeff Atmajian, Emilio D. Miler, Hai Nguyen, Robert Thies, Danaë Xanthe Vlasse, Kitt Wakeley)                         |                      |

## Belege
1. ↑  „honor artistic achievement, technical proficiency and overall excellence in the recording industry, without regard to album sales or chart position“Overview. National Academy of Recording Arts and Sciences, archiviert vom Original am 19. August 2012; abgerufen am 11. September 2014.  Info: Der Archivlink wurde automatisch eingesetzt und noch nicht geprüft. Bitte prüfe Original- und Archivlink gemäß Anleitung und entferne dann diesen Hinweis.
2. ↑  Grammy Awards at a Glance. In: Los Angeles Times. Tribune Company, abgerufen am 29. Mai 2011.
3. ↑  The Recording Academy Announces Board Of Trustees Meeting Results. National Academy of Recording Arts and Sciences, 8. Juni 2012, abgerufen am 11. Juni 2012.: “for an album collection containing at least 51 percent playing time of newly recorded material of performances (vocal or instrumental) by various soloist(s) and/or ensemble(s) involving a mixture of classical subgenres”
4. ↑  NARAL Final Nomination List 57th Grammy Awards. (PDF; 3 MB) abgerufen am 31. Dezember 2015.